# Lettische Badmintonmeisterschaft 1972
Die Lettische Badmintonmeisterschaft 1972 fand in Valmiera statt. Es war die neunte Auflage der nationalen Titelkämpfe von Lettland im Badminton, zu dieser Zeit noch als Meisterschaft der Sowjetrepublik.

## Titelträger
| Disziplin    | Sieger                           |
| ------------ | -------------------------------- |
| Herreneinzel | Māris Preinbergs                 |
| Dameneinzel  | Ilona Lāce                       |
| Herrendoppel | Juris Jirgensons Jānis Ieviņš    |
| Damendoppel  | Gundega Grīnuma Skaidrīte Ieviņa |
| Mixed        | Jānis Ieviņš Sarmīte Auna        |